# راسيل جوستين
راسيل جوستين (بالإنجليزية: Russ Heath)‏ هو رسام توضيحي أمريكي، ولد في 29 سبتمبر 1926 في نيويورك في الولايات المتحدة، وتوفي في 23 أغسطس 2018 في لونغ بيتش في الولايات المتحدة بسبب سرطان.